# 광성정
광성정(匡城正, 1493년∼1545년)은 조선 시대의 왕실 종친으로 세종의 12남인 밀성군의 손자이다. 초수는 부정이었다가 뒤에 정으로 승진했으며, 이름은 이전(李銓)이다.
세종의 손자 운산군의 3남으로 태어났다. 초수는 부정으로 광성부정(匡城副正)이라 했다가 뒤에 정으로 승작하였다. 판관(判官) 김유악(金由岳)의 딸에게 장가들어 2남 1녀를 두었다. 둘째 아들 광원수 이구수의 후손에서 이경여, 이수여 등의 재상이 배출되었다.

## 가족 관계
- 조부 : 밀성군(密城君, 1430 ~ 1479)
- 조모 : 풍덕군부인(豊德郡夫人) 여흥 민씨(1428 ~ 1497) - 민승서(閔承序)의 딸
  - 부친 : 운산군(雲山君, 1453년 ~ 1510)
  - 전모 : 신천군부인(信川郡夫人) 현풍 곽씨(玄風 郭氏, ? ~ ?년 5월 22일) - 곽득륜(郭得倫)의 딸
    - 이복 누나 : 파평 윤씨 윤탕로(尹湯老)의 처(? ~ 1509)

  - 친모 : 오천군부인(烏川郡夫人) 연일 정씨(延日 鄭氏, 1459년 ~ 1511) - 정자숙(鄭自淑)의 딸
    - 형 : 철성군(鐵城君) 이갱(李鏗)
    - 형 : 고성부정(固城副正) 이강(李鋼)
    - 남매 : 평양 조씨 조신충(趙信忠)의 처
    - 남매 : 은진 송씨 송세영(宋世英)의 처
    - 부인 : 신부인(愼夫人) 강릉 김씨(? ~ 1543) - 김유악(金由岳)의 딸
      - 딸 : 전주 이씨(1510 ~ ?)
      - 사위 : 의령 남씨 남응로(南應老)
        - 외손녀 : 남정온(南貞溫, 1532 ~ ?)
        - 외손자 : 남정유(南挺蕤, 1537 ~ ?)
        - 외손자 : 남정화(南挺華, 1543 ~ ?)

      - 장남 : 광릉수(廣陵守) 이학수(李鶴壽, 1512 ~ ?년 4월 8일)
      - 며느리 : 윤경(尹璟)의 딸 파평 윤씨
        - 손자 : 이극성(李克誠, 1531 ~ ?)
        - 손자 : 이극명(李克明, 1536 ~ ?)
        - 손녀 : 이가시(李加屎, 1543 ~ ?)

      - 차남 : 광원군(廣原君) 이구수(李耉壽, 1514 ~ 1577)
      - 며느리 : 현부인(縣夫人) 동래 정씨(? ~ 1569) - 정구년(鄭龜年)의 딸
        - 손자 : 이극강(李克綱, 1534 ~ 1588)
        - 손녀 : 이봉령(李奉令, 1536 ~ ?)
        - 손자 : 이극유(李克惟, 1538 ~ ?)
        - 손자 : 이극경(李克經, 1542 ~ ?)
        - 손녀 : 이봉명(李奉命, 1543 ~ ?)
        - 손자 : 이극륜(李克綸, 1546 ~ 1630)
        - 손녀 : 이봉선(李奉善, 1550 ~ ?)
        - 손녀 : 이말개(李唜介, 1552 ~ ?)